# جائزة قطر العالمية لحوار الحضارات
أُنشئت جائزة قطر العالمية لحوار الحضارات عام 2018 تحت رعاية اللجنة القطرية لتحالف الحضارات بالتعاون مع كرسي منظمة العالم الإسلامي للتربية والثقافة والعلوم لتحالف الحضارات في كلية الشريعة والدراسات الإسلامية بجامعة قطر. تجري هذه اللجنة مسابقة سنوية بهدف تعزيز الحوار الحضاري والثقافي في أنحاء العالم. 